# Ayssènes
Ayssènes (okzitanisch: Aissenas) ist eine französische Gemeinde im Département Aveyron in der Region Okzitanien mit 221 Einwohnern (Stand: 1. Januar 2022). Sie gehört zum Kanton Raspes et Lévezou und zum Arrondissement Millau. Die Einwohner werden Ayssenols genannt.

## Geografie
Ayssènes liegt etwa 21 Kilometer westlich von Millau in einem der südlichen Ausläufer des Zentralmassivs in einer waldreichen Region am Tarn, der die Gemeinde im Süden begrenzt und in den hier der Zufluss Coudols einmündet. Das Gemeindegebiet ist Teil des Regionalen Naturparks Grands Causses. Umgeben wird Ayssènes von den Nachbargemeinden Villefranche-de-Panat im Norden und Westen, Salles-Curan im Norden und Nordosten, Saint-Victor-et-Melvieu im Osten, Les Costes-Gozon im Südosten, Broquiès im Süden und Südwesten sowie Villefranche-de-Panat im Westen und Nordwesten.

## Bevölkerungsentwicklung
| Jahr                       | 1962 | 1968 | 1975 | 1982 | 1990 | 1999 | 2006 | 2018 |
| -------------------------- | ---- | ---- | ---- | ---- | ---- | ---- | ---- | ---- |
| Einwohner                  | 466  | 431  | 343  | 309  | 248  | 226  | 219  | 217  |
| Quellen: Cassini und INSEE |      |      |      |      |      |      |      |      |

## Sehenswürdigkeiten
- Kirche Nativité-de-Marie in Ayssènes aus dem 19. Jahrhundert
- Kirche Saint-Amans in Coupiaguet aus dem 19. Jahrhundert
- Kirche Saint-Rémy in Saint-Rémy aus dem 19. Jahrhundert
- Kirche Saint-Blaise
- Burgruine Roc Saint-Jean auf dem Roc du Cavalier

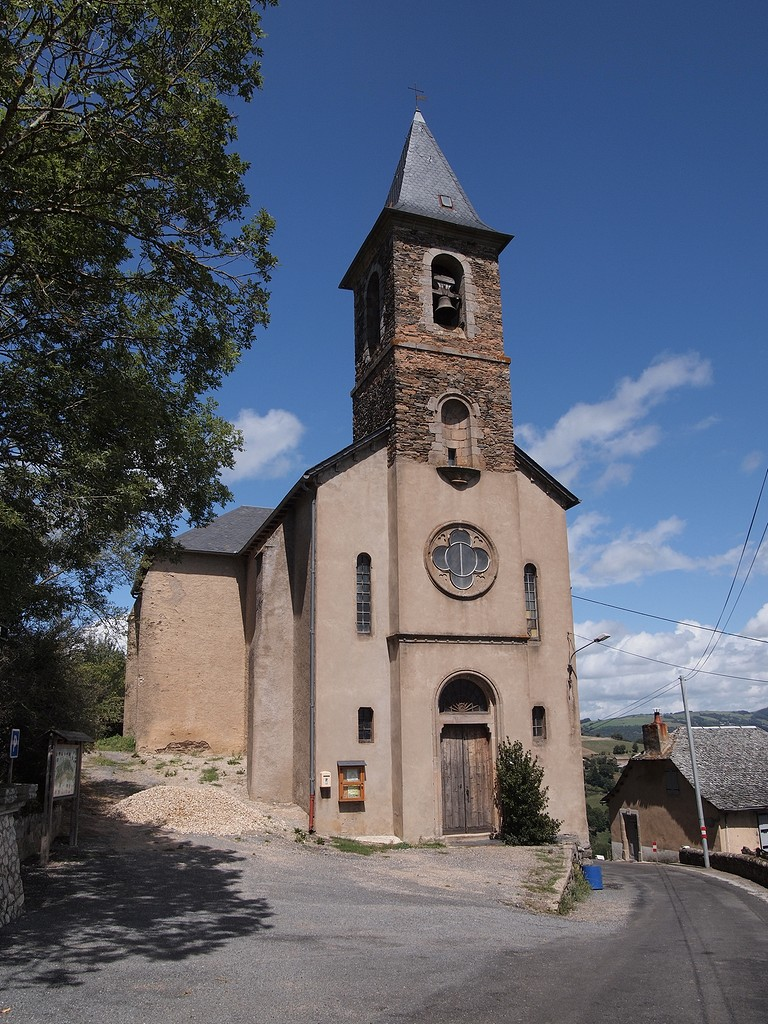
Kirche Saint-Rémy
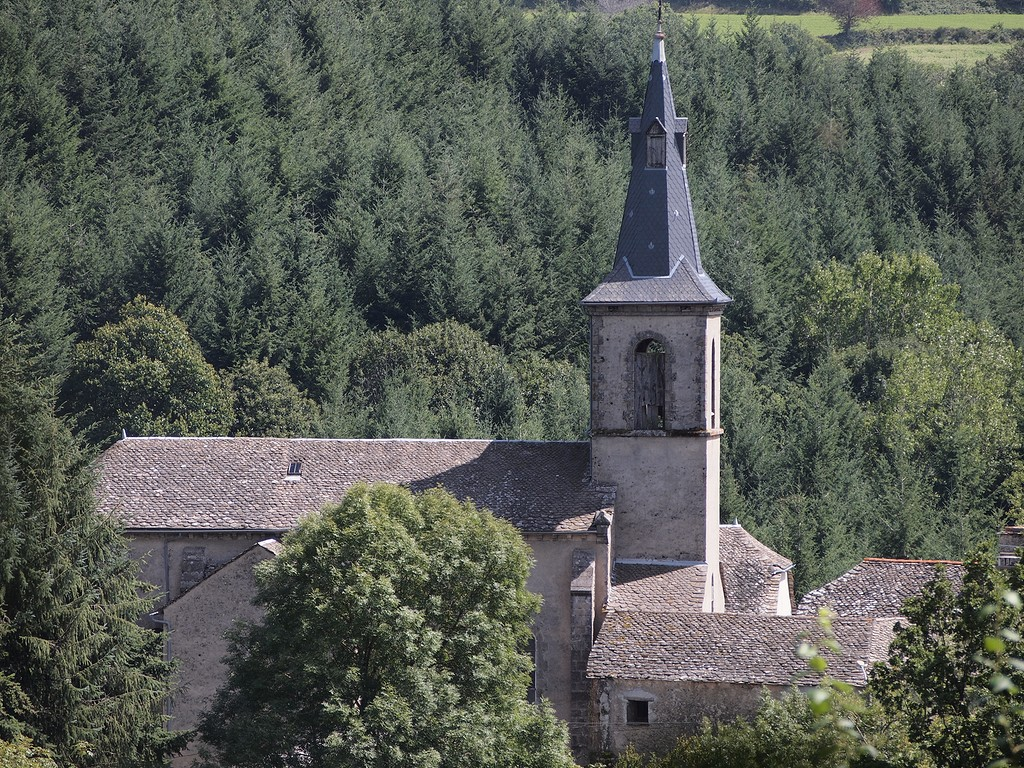
Kirche Saint-Amans
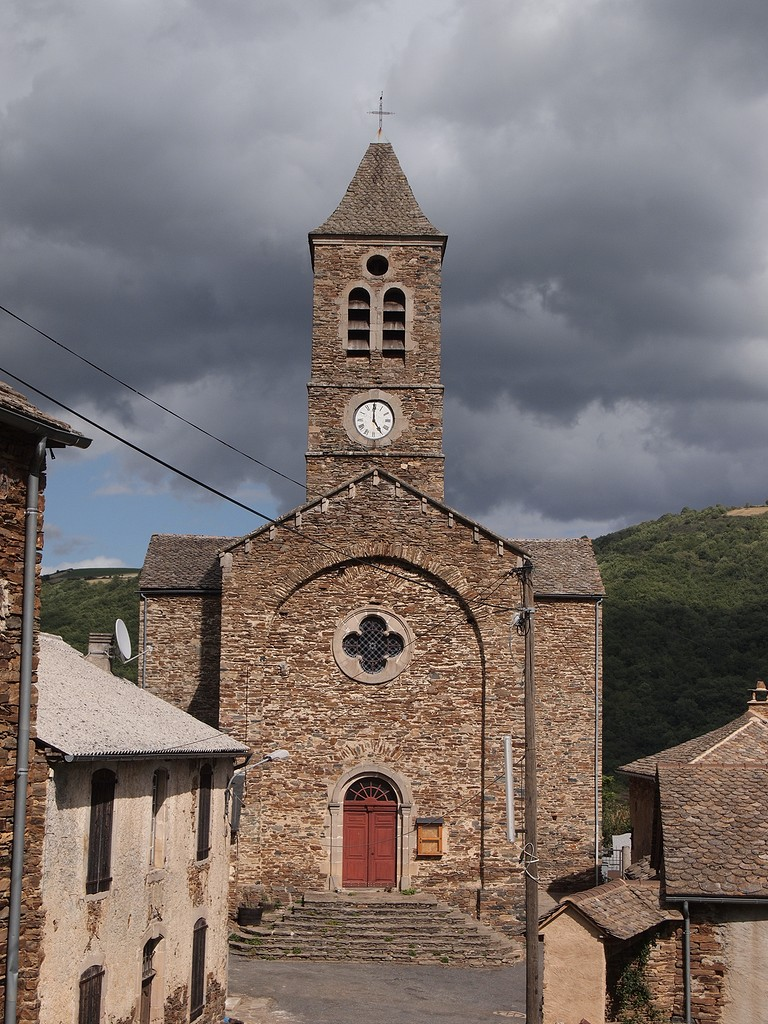
Kirche Saint-Blaise
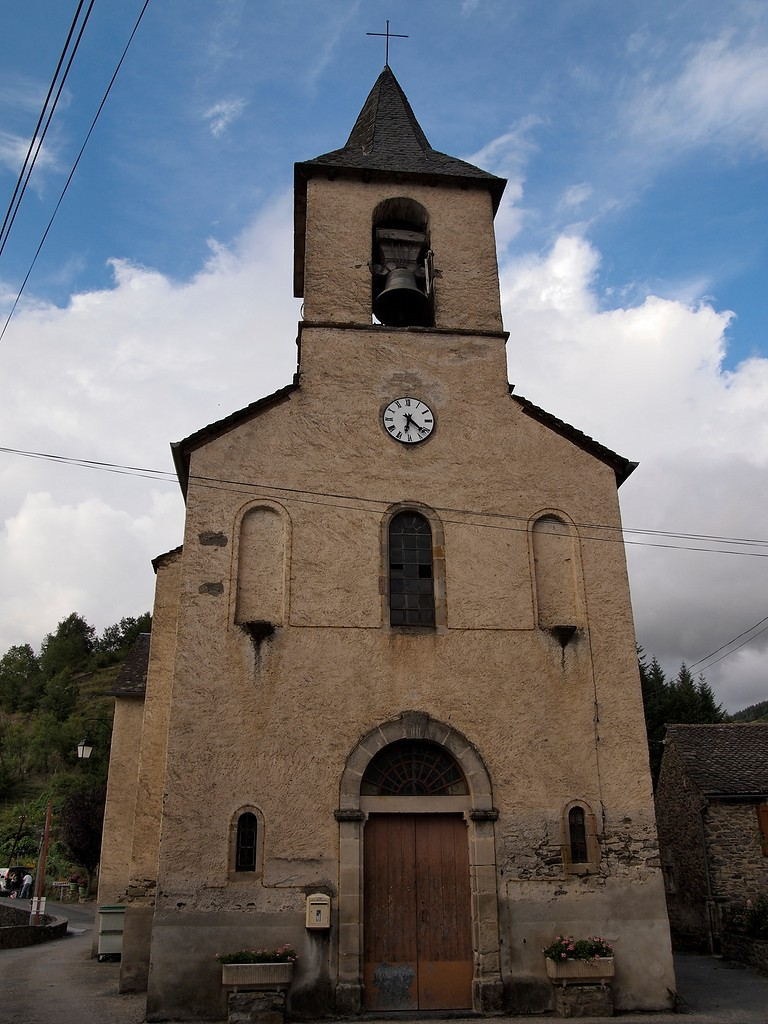
Kirche Nativité-de-Marie

## Persönlichkeiten
- Alain Marc (* 1957), Politiker (UMP)